# Mikielewszczyzna (przystanek kolejowy)
Mikielewszczyzna (biał. Мікелеўшчына, ros. Микелевщина) – przystanek kolejowy w pobliżu miejscowości Mikielewszczyzna, w rejonie mostowskim, w obwodzie grodzieńskim, na Białorusi.